# ジョン・ストックウェル
ジョン・ストックウェル（John Stockwell,  1961年3月25日 - ）は、アメリカ合衆国の俳優、モデル、映画監督、脚本家である。

## 来歴
1961年、テキサス州ガルベストンに生まれる。父親は弁護士だった。役者として活動する前は国際的なモデルとして活動していた時期もあり、アーティストとして知られるアンディ・ウォーホルとも交友があった。
1981年に『恋のジーンズ大作戦/ 巨人の女に手を出すな』で俳優デビュー。1983年にトム・クルーズ、シェリー・ロングと共演した『爆笑!?恋のABC体験』とジョン・カーペンター監督のホラー映画『クリスティーン』で注目された。トム・クルーズとは1986年に彼の出世作でもある『トップガン』においても再共演を果たした。近年では映画監督や脚本家としての才能も開花させ、監督作にケイト・ボスワースを主演に迎えた『ブルークラッシュ』や同じく海を舞台にした『イントゥ・ザ・ブルー』などがある。海洋ものが得意のようで、2012年にはハル・ベリー主演でサメとの対決を描いた『ダーク・タイド』も監督した。脚本家としてはマーク・ウォールバーグが主演の『ロック・スター』の脚本も担当している。
イギリスの歌手フローレンス・ウェルチは姪にあたる。

## 出演作品

### 映画
- 恋のジーンズ大作戦/ 巨人の女に手を出すな So Fine (1981)
- 爆笑!?恋のABC体験 Losin' It (1983)
- エディ&ザ・クルーザーズ Eddie and the Cruisers (1983)
- クォーターバック・プリンセス Quarterback Princess (1983) ※テレビ映画
- クリスティーン Christine (1983)
- SF/攻防都市 City Limits (1984)
- ラジオアクティブ・ドリーム Radioactive Dreams (1985)
- マイ・サイエンス・プロジェクト My Science Project (1985)
- ハイスクール殺戮ラブ Dangerously Close (1986)
- トップガン Top Gun (1986)
- ビリオネア・クラブ Billionaire Boys Club (1987) ※テレビ映画
- Miliardi (1991)
- ボンバー・ライダーズ Born to Ride (1991)
- Hart to Hart: Crimes of the Hart (1994)
- インターセプター2 Aurora: Operation Intercept (1995)
- I Shot a Man in Vegas (1995)
- ニクソン Nixon (1995)
- 致死治療 The Nurse (1997)
- 13 (サーティーン) Stag (1997)
- Legal Deceit (1997)
- ブレストマン/ 豊胸外科医 Breast Men (1997)
- 不正発覚/ スタインメッツ校事件 Cheaters (2000)
- ブラッド・パラダイス Turistas (2006)
- Breaking the Girls (2013)

### テレビドラマ
- North and South (1985)
- 13日の金曜日 Friday the 13th (1988)
- ナイトメア・クラシックス Nightmare Classics (1989)
- ヤングライダーズ The Young Riders (1992)

## 監督作品

### 映画
- アンダーカバー Under Cover (1987)
- 不正発覚/ スタインメッツ校事件 Cheaters (2000)
- クレイジー/ビューティフル Crazy/Beautiful (2001)
- ブルークラッシュ Blue Crush (2001)
- イントゥ・ザ・ブルー Into the Blue (2005)
- ブラッド・パラダイス Turistas (2006)
- Middle of Nowhere (2008)
- レッド・バレッツ Cat Run (2011)
- ダーク・タイド Dark Tide (2012)
- ネイビーシールズ: チーム6 Seal Team Six: The Raid on Osama Bin Laden （2012） ※テレビ映画
- ブライド・ウエポン In the Blood (2013)
- キッド・カナビス Kid Cannabis (2014)
- キックボクサー リジェネレーション Kickboxer: Vengeance (2016)
- シールド・フォース/監獄要塞 Armed Response (2017)

### テレビ
- ロッキーポイント Rocky Point (2005)
- Lの世界 The L Word (2007, 2008, 2009)

## 脚本
- ハイスクール殺戮クラブ Dangerously Close (1986)
- アンダー・カバー Under Cover (1987)
- ブレストマン/ 豊胸外科医 Breast Men (1997)
- 不正発覚/ スタインメッツ校事件 Cheaters (2000)
- ロック・スター Rock Star (2001)
- ブルークラッシュ Blue Crush (2001)
- The Break (2003)
- ロッキー・ポイント Rocky Point (2005)
- キッド・カナビス Kid Cannabis (2014)

## 参照
1. ↑  http://www.filmreference.com/film/85/John-Stockwell.html
2. ↑  “John Stockwell Biography”. 2014年7月12日閲覧。